# جان بيتيت
جان بيتيت (مواليد 25 فبراير 1914) هو لاعب كرة قدم. يلعب مع منتخب بلجيكا لكرة القدم. سبق له أن لعب في كأس العالم لكرة القدم مع منتخب بلاده.

## روابط خارجية
- جان بيتيت على موقع الاتحاد البلجيكي (الإنجليزية)
- جان بيتيت على موقع قاعدة بيانات كرة القدم.إي يو (الإنجليزية)
- جان بيتيت على موقع ناشيونال فوتبول تيمز (الإنجليزية)
- جان بيتيت على موقع Soccerway.com (الإنجليزية)
- جان بيتيت على موقع عالم كرة القدم.نت (الإنجليزية)